# Mata-kantiga
Mata-kantiga (literalmente, "matar a canção") é um gênero de música malaia de origem portuguesa, muito semelhante à Desgarrada (Portugal), ao Repente, ao Cururu e à Trova (Brasil).
Cultivada principalmente na área de Malaca, é cantiga ao desafio, onde um homem e uma mulher trocam versos improvisados, divididos geralmente em três tipos: românticos (cantigas de amigo), escárnio (cantigas de mal-dizer) e miscelâneas (cantigas indiferentes).
Antigamente vários casais participavam em duelos cantados e cada parceiro utilizava diferentes versos mata-kantiga para seduzir ou escarnecer o outro enquanto a restante audiência dançava outro gênero de música malaia, também de origem portuguesa, denominada branyo. Acompanhava-se a cantoria com violino, rebana (pandeirinho) e tambor (de dupla face, de estilo português).
Atualmente em desuso, seu último grande expoente foi a cantora e poeta Rosil de Costa, falecida na década de 80 do século XX. Um gênero muito similar, também de influência portuguesa e da mesma região, denominado dondong sayang  predomina hoje em dia.